# Moscato di Scanzo (vitigno)
Il Moscato di Scanzo è un vitigno a bacca nera della Lombardia. 

## Storia
È l'unico vitigno autoctono della provincia di Bergamo, la sua peculiarità è il fatto di essere un Moscato a bacca Rossa; dall'appassimento e vinificazione dei grappoli si ottiene il Moscato di Scanzo DOCG.
La pianta ha foglia media pentalobata, grappolo medio alato e spargolo, acino ovale di grandezza media di colore nero-blu ricoperto di abbondante pruina. Predilige terreni collinari asciutti e ben esposti e raggiunge i migliori risultati qualitativi quando viene coltivato su una particolare conformazione rocciosa denominata localmente "sas dè Luna".

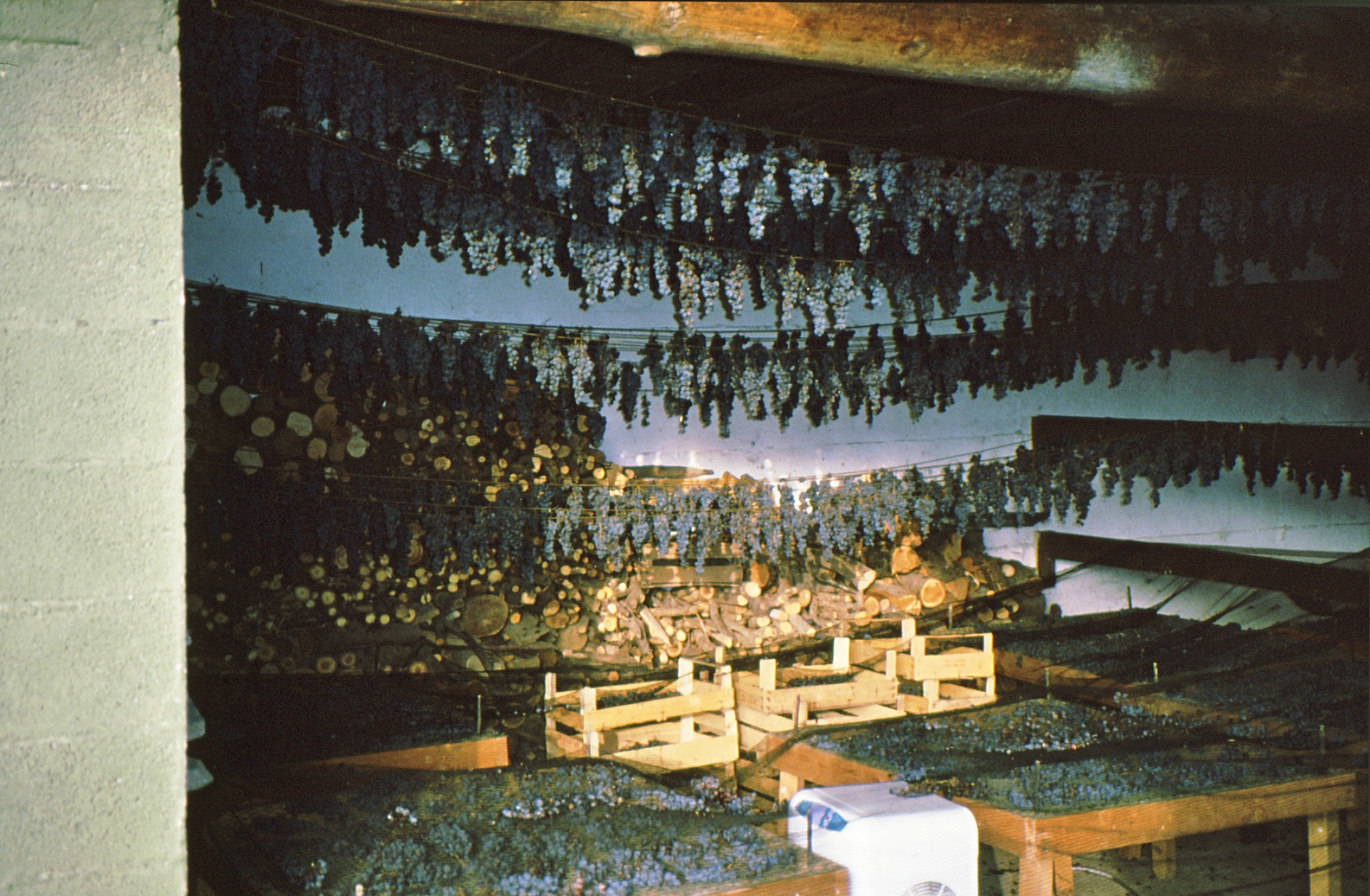
Appassimento del Moscato di Scanzo

Nel corso del XX secolo, in seguito alla crisi post-fillosserica, la coltivazione del Moscato di Scanzo si ridusse enormemente e negli anni '70 si rischiò l'estinzione della varietà. Grazie ad alcuni produttori però, a partire dagli anni '80, ne venne incentivata la produzione (che prima di allora era presente solo a livello amatoriale) anche attraverso un lavoro di selezione clonale che ha portato all'iscrizione del vitigno nel Registro delle varietà di viti da vino. Il passo successivo fu il riconoscimento della denominazione di origine controllata per il vino che se ne ottiene.